# Georges Miez
Georges Miez (né le 2 octobre 1904 à Töss (de), mort le 17 avril 1999 à Savosa) est un gymnaste suisse, à la fois champion olympique et champion du monde. Aux Jeux olympiques il a gagné un total de quatre médailles d'or (concours général, sol, barre fixe et par équipe), trois médailles d'argent et une de bronze.

## Biographie
Georges Miez naît le 2 octobre 1904 à Töss (de), aujourd’hui un arrondissement de la commune de Winterthour.
Miez a été champion du monde de gymnastique au sol en 1934. Médaillé aux jeux olympiques de Berlin de 1936, Hitler lui offre un chêne commémoratif qui sera planté à Winterthour, il a pourtant refusé de faire le salut nazi,.
Il meurt le 17 avril 1999 à Savosa, dans le canton du Tessin.

## Palmarès

### Jeux olympiques
- Paris 1924
  -  médaille de bronze par équipes

- Amsterdam 1928
  -  médaille d'or par équipes
  -  médaille d'or au concours général individuel
  -  médaille d'argent au cheval d'arçons
  -  médaille d'or à la barre fixe

- Los Angeles 1932
  -  médaille d'argent au sol

- Berlin 1936
  -  médaille d'argent par équipes
  -  médaille d'or au sol

### Championnats du monde
- Budapest 1934
  -  médaille d'or par équipes
  -  médaille d'or au sol
  -  médaille d'argent à la barre fixe